# Real Audiencia von Guatemala

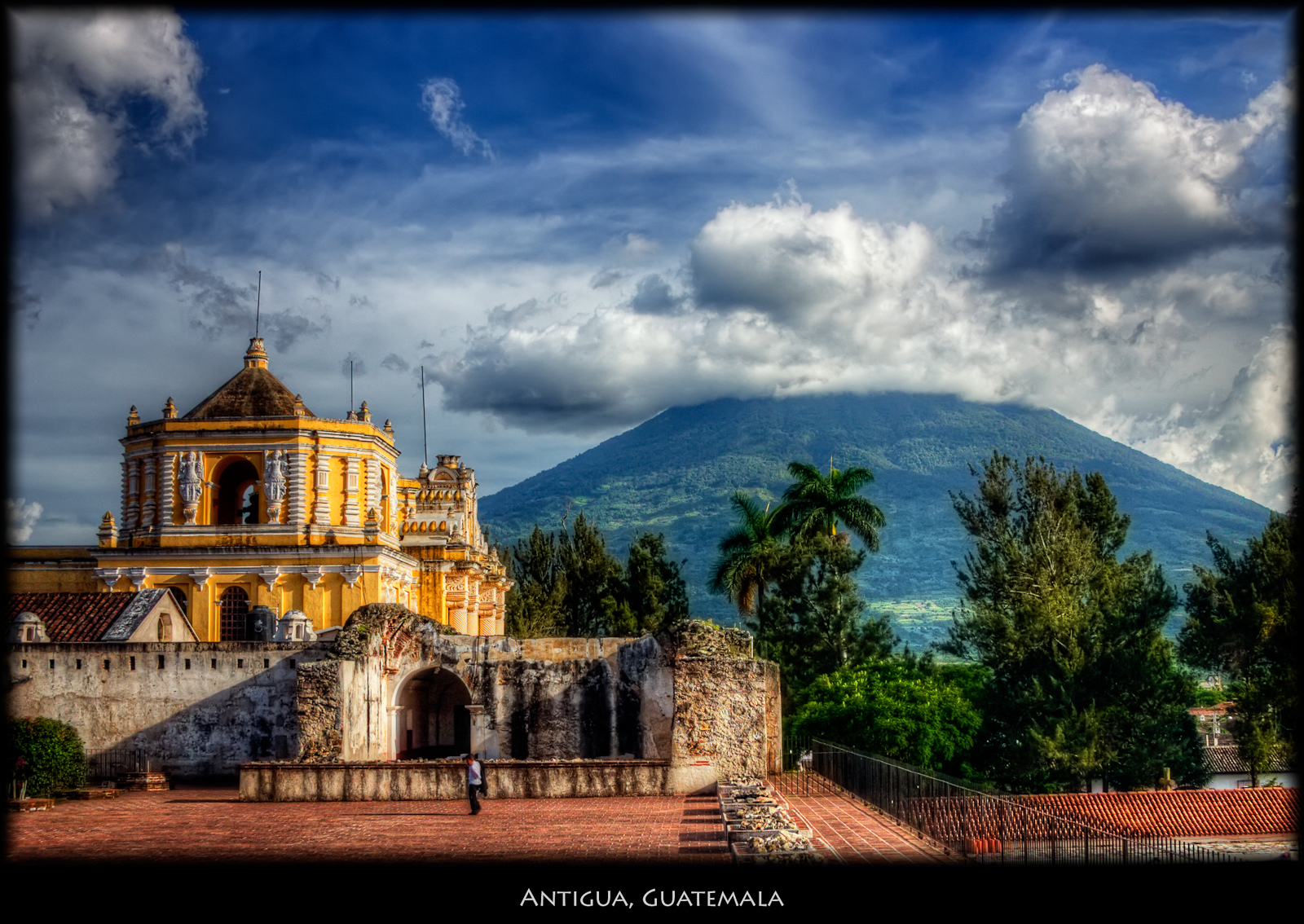
Die Real Audiencia von Guatemala hatte ihren Sitz im Zentrum von Antigua Guatemala

Die Real Audiencia von Guatemala (auf Spanisch vollständig: Audiencia y Cancillería Real de Guatemala, auch: de los Confines de Guatemala y Nicaragua) war ein Gerichtshof in Antigua Guatemala, eine Institution der Kolonialverwaltung und zugleich ein Gerichtsbezirk (Real Audiencia) der spanischen Krone. Sie bestand von 1542 bis 1821 im Rahmen der spanischen Kolonialherrschaft in Mittelamerika.

## Die Rolle derReal Audienciasin den Kolonien
Nach der Eroberung von Mittel- und Südamerika (Conquista) durch die Spanier erließ König Karl V. die „Gesetze über Indien“ (spanisch: Leyes de Indias) sowie die „Neuen Gesetze“ (spanisch: Leyes Nuevas), in denen er die Verwaltung der überseeischen Kolonien im „Vizekönigreich Neu-Kastilien“ organisierte und regelte.
Für die Umsetzung der Gesetze und die Unterstützung der militärischen Gouverneure waren die Real Audiencias zuständig. Sie erfüllten damit Aufgaben in der Verwaltung und im Finanzwesen, die über die eines Gerichtshofes nach heutigem Verständnis weit hinausgingen, zumal eine Gewaltenteilung unbekannt war. Neben einem Vorsitzenden und normalerweise vier Richtern (spanisch: Oidores) gab es einen Staatsanwalt (spanisch: fiscal), aber auch nachgeordnete Exekutivkräfte wie einen Büttel (spanisch: alguacil mayor), Polizeikräfte, Übersetzer usw.

## Vorgeschichte
Um die Eroberung Südamerikas administrativ und juristisch zu begleiten, hatte die spanische Krone unter König Karl V. 1538 die Real Audiencia von Panama gegründet. Deren Präsident Francisco Pérez de Robles und seine Oidores erregten durch Misswirtschaft und Korruption den Unmut des spanischen Hofes.
Nach der Eroberung Südamerikas errichtete die spanische Krone 1543 das Vizekönigreich Peru in Ergänzung zum bestehenden Vizekönigreich Neuspanien, das Mexiko und die Karibik umfasste. In Lima wurde eine eigene Audiencia für Südamerika aufgebaut. Zugleich ließ der König die Audiencia in Panama wieder auflösen und nach Guatemala verlegen.

## Gründung in Guatemala 1543
Per königlichem Dekret vom September 1542 wurde die Audiencia eingerichtet und sollte ihren Sitz in Ciudad de Comayagua (damals: Nueva Valladolid) nehmen. Die Audiencia stand unter Leitung von Pedro Ramírez de Quiñones, zu dessen ersten Aufgaben die Anklage gegen seinen Vorgänger Pérez de Robles zählte. Weitere Oidores waren Diego de Herrera, Juan Rogel und Alonso Maldonada.
1544 nahm die Audiencia ihren Sitz zunächst in Gracias a Dios im heutigen Departamento Lempira, Honduras, bis sie 1549 nach Antigua Guatemala (damals: Santiago de Guatemala), der größten Stadt, Bischofssitz und wirtschaftliches Zentrum Mittelamerikas in jener Zeit, ziehen durfte.

## Umzug der Audiencia nach Panamá 1563
Guatemala, das abseits der wichtigen Handelswege vom Pazifik lag, erwies sich als Verwaltungs- und Justizzentrum für die Kolonie als wenig praktisch. Daher wurde die Audiencia für Mittelamerika 1563 wieder nach Panama verlegt. Lope García de Castro baute sie ab 1565 neu auf; die Audiencia in Guatemala wurde zunächst aufgelöst.

## Neuerrichtung 1568
1568 entschied König Philipp II., dass die Audiencia in Guatemala ihre Arbeit wieder aufnehmen sollte, zusätzlich zur weiterhin bestehenden Audiencia in Panamá. Erster Präsident der neuen Audiencia wurde Antonio González, als Oidores unterstützt von García Jofre de Loayza, Bernabé Valdés de Cárcamo und Cristóbal de Anzoeta.

## Zuständigkeitsgebiet
Die Audiencia von Guatemala war für die Gebiete des heutigen Guatemala, Honduras, El Salvador, Nicaragua, Belize und das mexikanische Chiapas zuständig. Ab 1550 zählte auch die Halbinsel Yucatán zur Audiencia, allerdings wechselte dieses Gebiet mehrmals zwischen den Audiencias von Guatemala und Mexiko.
Während der Auflösung der Audiencia in Panama (1542 bis 1563) übte die Audiencia von Guatemala auch Verwaltungshoheit und Rechtsprechung für die Tierra Firme im Süden aus (das heutige Costa Rica, Panama sowie Teile von Kolumbien und Venezuela).

## Konkretisierung der Aufgaben 1680
Mit der Recopilación de Leyes de Indias fasste die spanische Krone 1680 die Einzelbestimmungen in der Neuen Welt, die über die Jahre erlassen worden waren, zu einem Gesetzestext zusammen. Für die Audiencia von Guatemala wurde eine Zahl von fünf Oidores festgelegt.

## Reformen im 18. Jahrhundert
Die Bourbonen reformierten im 18. Jahrhundert das spanische Verwaltungssystem. Nach französischem Vorbild wurden die Kolonien in kleinere Verwaltungseinheiten unterteilt, sogenannte Intendencias. Das Gebiet der Audiencia teilte sich in die Intendencias Chiapas, San Salvador, Comayagua (das heutige Honduras) und Léon (das heutige Nicaragua). Die Intendencias sollten nach der Unabhängigkeit die Staatsgrenzen Mittelamerikas bestimmen. Weite Teile von Verwaltungs- und Justizaufgaben wurden von der Audiencia auf die Ebene der Intendencias delegiert.

## Auflösung
1821 schloss der Führer der mexikanischen Unabhängigkeitsbewegung Agustín de Iturbide mit dem letzten spanischen Vizekönig Juan O’Donojú den Vertrag von Córdoba, der die Unabhängigkeit Mexikos besiegelte. Auch die Unabhängigkeitsbewegungen auf dem Gebiet der Intendencias in Guatemala schlossen sich dem mexikanischen Kaiserreich an. Später gingen Rechtsprechung und Verwaltung auf die Zentralamerikanische Föderation und ihre Nachfolgestaaten über.